# Ангри
Ангри (итал. Angri) — город в Италии, расположен в регионе Кампания, подчинён административному центру Салерно.
Покровителем города считается святой Иоанн Креститель. Праздник города ежегодно празднуется 24 июня.

## История
Считается, что в древности это место называлось «Ангра» («Angra») — этот топоним ещё встречается в старой части города. В Средние Века название исказилось в «Анкария» («Ancharia»), и в таком виде было зафиксировано в 856 году.
В 522 году, во время византийско-готской войны, в этих местах состоялась битва при Везувии, в результате которой готы были окончательно разбиты, а Византия утвердилась в Италии.
В 1290 году Карл II Анжуйский отдал эти места в качестве феода Пьетро Браэрио (де Браэрису).
В 1421 году эти места стали ареной борьбы между арагонцами и анжуйцами, в которой проявил себя Браччо да Монтоне.
В 1425 году королева Джованна II вновь образовала здесь феод и дала его графу Джованни Цуроло.
Расцвет этих мест пришёлся на XVII век, когда семейство Дориа сделало этот феод княжеством. Дориа владели этими землями вплоть до ликвидации феодализма.